# Archidiecezja Neapolu
Archidiecezja Neapolu (łac. Archidioecesis Neapolitana) – archidiecezja Kościoła rzymskokatolickiego we Włoszech, w Kampanii. Wchodzi w skład regionu kościelnego Kampania.
Została erygowana w I wieku. W X wieku została podniesiona do rangi metropolii.